# Honda Civic
Honda Civic er en lille mellemklassebil fra bil- og motorcykelfabrikanten Honda. Bilen kom første gang på markedet i 1972 og bygges i dag i niende modelgeneration.
Civic er Hondas volumenmodel og er i dag blevet fremstillet i mere end 16 mio. eksemplarer. Siden fjerde generation er Civic også blevet bygget udenfor Japan. Den aktuelle model bygges i dag på 11 forskellige fabrikker. Til det europæiske marked bygges de tre- og femdørs hatchbacks i Storbritannien og coupéerne i USA.
Bilen har igennem mange år været populær til ombygningsprojekter, hvor brugerne har modificeret udseende, motor, interiør og lydsystem.

## Historie
- 1972: Introduktion af Honda Civic 1200 i Japan.
- 1974: Introduktion af Honda Civic 1500 i Japan, Civic 1200 (SB1) i Europa samt Civic med CVCC-motor til det amerikanske marked.
- 1976: Introduktion af Honda Civic 1500 i Europa.
- 1977: Introduktion af Honda Civic 1300 (SB2) i Europa.
- 1979: Introduktion af anden modelgeneration.
- 1982: Det samlede produktionstal når op på 3 mio. eksemplarer.
- 1983: Introduktion af tredje modelgeneration. Under navnet Honda CRX fås nu også en sportscoupé på basis af Civic. En kompakt MPV, Honda Civic Shuttle på basis af Civic introduceres for første gang.
- 1987: Introduktion af fjerde modelgeneration. Honda Civic modtager prisen Goldenes Lenkrad af den tyske avis Bild am Sonntag.
- 1991: Introduktion af femte modelgeneration. Civic Shuttle på basis af fjerde generation bygges videre, dog ikke til det europæiske marked.
- 1994: En Honda Civic med VTEC Economy-motor vinder Eco Tour of Europe med et hidtil uopnået benzinpraksisforbrug på 4,97 liter pr. 100 km.
- 1995: Introduktion af sjette modelgeneration. Honda Shuttle afløser den hidtidige Honda Civic Shuttle. Femdørsudgaven bygges i det engelske Swindon udelukkende til det europæiske marked. Det samlede produktionstal når op på 10 mio. eksemplarer.
- 1997: Civic GX NGV med naturgasdrift præsenteres.
- 1999: Facelift til Civic.
- 2001: Introduktion af syvende modelgeneration.
- 2002: Civic fås for første gang med dieselmotor (basismotor fra Isuzu).
- 2003: Facelift til Civic til modelåret 2004. Det samlede produktionstal når op på 15 mio. eksemplarer.
- 2004: Introduktion af Civic IMA.
- 2005: På Geneve Motor Show præsenteres en prototype til ottende modelgeneration.
- 2006: I starten af 2006 kommer ottende modelgeneration ud til forhandlerne. På Geneve Motor Show præsenterer Honda en prototype til en ny Civic Type R, som kommer på markedet 31. marts 2007.
- 2007: Fra 31. marts kan Type R købes, i maj følger Type S. Alle nye modeller med dieselmotor er fra nu af udstyret med lukket partikelfiltersystem fra fabrikken. Den 9. november forlader Civic nr. 1.000.000 fabrikken i Swindon.
- 2009: Civic får et facelift i januar. Den nye Civic GX NGV med naturgasdrift sælges i Japan, Canada og USA.
- 2012: I februar introduceredes niende modelgeneration.

## Generationer
- 1. generation
(1972–1979)
- 2. generation
(1979–1983)
- 3. generation
(1983–1987)
- 4. generation
(1987–1991)
- 5. generation
(1991–1995)
- 6. generation
(1995–2001)
- 7. generation
(2001–2006)
- 8. generation
(2006–2012)
- 9. generation
(2012−2017)
- 10. generation
(2017−2022)

## Type R
- Civic Type R (1997–2000)
- Civic Type R (2001–2005)
- Civic Type R (2007–2010)

## IMA/Hybrid
- Civic IMA (2003–2004)
- Civic IMA (2004–2005)
- Civic IMA (2007–2010)

## GX NGV (CNG)
- Præsentation af en Honda Civic GX NGV i USA med hustilslutning til naturgaspåfyldning (2009)